# Teucrium reidii
Teucrium reidii là một loài thực vật có hoa trong họ Hoa môi. Loài này được Toelken & D.Dean Cunn. mô tả khoa học đầu tiên năm 2008.